# 安戸町 (瀬戸市)
安戸町（やすどちょう）は、愛知県瀬戸市道泉連区の町名。丁番を持たない単独町名である。

## 地理
瀬戸市の中央部に位置する。西を下陣屋町、北を東安戸町、東を道泉町、南を東十三塚町と隣接している。

### 学区
市立小・中学校に通う場合、学区は以下の通りとなる。また、公立高等学校普通科に通う場合の学区は以下の通りとなる。
| 番・番地等 | 小学校                 | 中学校                 | 高等学校 |
| ---------- | ---------------------- | ---------------------- | -------- |
| 全域       | 瀬戸市立にじの丘小学校 | 瀬戸市立にじの丘中学校 | 尾張学区 |

## 歴史

### 町名の由来
「尾張誌」によると、安戸には安土坂があり、この坂は品野村と今村との間にあると記されている。この坂の名から町名がつけられたといわれている。

### 沿革
- 1942年（昭和17年）1月9日 - 瀬戸市大字瀬戸字安戸[注釈 1]の一部により、同市安戸町として成立[2]。

## 世帯数と人口
2025年（令和7年）2月1日現在の世帯数と人口は以下の通りである。
| 町丁   | 世帯数 | 人口  |
| ------ | ------ | ----- |
| 安戸町 | 94世帯 | 216人 |

### 人口の変遷
国勢調査による人口の推移
| 1995年（平成7年）  | 336人 | [ 13 ] |  |
| 2000年（平成12年） | 290人 | [ 14 ] |  |
| 2005年（平成17年） | 254人 | [ 15 ] |  |
| 2010年（平成22年） | 238人 | [ 16 ] |  |
| 2015年（平成27年） | 249人 | [ 17 ] |  |
| 2020年（令和2年）  | 246人 | [ 18 ] |  |

### 世帯数の変遷
国勢調査による世帯数の推移。
| 1995年（平成7年）  | 106世帯 | [ 13 ] |  |
| 2000年（平成12年） | 101世帯 | [ 14 ] |  |
| 2005年（平成17年） | 91世帯  | [ 15 ] |  |
| 2010年（平成22年） | 93世帯  | [ 16 ] |  |
| 2015年（平成27年） | 95世帯  | [ 17 ] |  |
| 2020年（令和2年）  | 91世帯  | [ 18 ] |  |

## 交通

### 鉄道
町内に鉄道は走っていない。最寄り駅は名鉄瀬戸線尾張瀬戸駅・瀬戸市役所前駅になる。

### バス
町内にバスは走っていない。最寄りのバス停は、名鉄バス「しなの線（瀬戸北線）」【1】【1H】【2】【2H】系統、同「東山線」【16H】【17H】系統の瀬戸京町バス停になる。

### 道路
町内に国道・県道は通っていない。

## 施設
- 道泉寺 ： 曹洞宗安土山。1930年（昭和5年）大野圍山大和尚によって、宝泉寺[注釈 2]分院として開設[19]。
- 北川民次アトリエ ： 画家北川民次が15年間のメキシコ滞在から帰国し、妻の実家である瀬戸で腰をすえて創作活動を始めた1943年（昭和18年）から1970年（昭和45年）頃まで使っていた建物。元は大正時代の陶器工場のモロ（作業場）[20]。

- 道泉寺
- 北川民次アトリエ

## その他

### 日本郵便
- 郵便番号 : 489-0052[6]（集配局：瀬戸郵便局[21]）。